# Apoteksknut
Apoteksknut är en metod för att säkra en kork på en medicinflaska och andra flaskor, så att inte korken av olyckshändelse faller ur vid transport eller gastryck i flaskan. 